# Аделхайд фон Изенбург
Вижте пояснителната страница за други личности с името Аделхайд.
Аделхайд фон Изенбург-Аренфелс (на немски: Adelheid von Isenburg-Arenfels; † сл. 1401) от Изенбург-Аренфелс е чрез женитба господарка на Изенбург-Гренцау.

## Произход
Tя е дъщеря на Герлах II фон Изенбург-Аренфелс († 1371) и втората му съпруга графиня Демут/Демудис фон Нойенар († 1364), дъщеря на Йохан I фон Рьозберг-Зафенберг († сл. 1334) и първата му съпруга Бонета фон Юден († сл. 1291).

## Фамилия
Аделхайд фон Изенбург се омъжва пр. 6 май 1371 г. за Салентин V фон Изенбург († 1420), син на Салентин IV фон Изенбург-Гренцау († сл. 1364) и съпругата му Катарина фон Золмс († сл. 1399). Те имат децата:
- Салентин VI фон Изенбург-Гренцау († 1458), женен I. за Аделхайд фон Изенбург-Бюдинген-Гренцау, дъщеря на Еберхард фон Изенбург-Гренцау (1356 – 1399) и Мехтилд фон Марк († 1406), II.пр. 1396 г. за нейната сестра Мария фон Изенбург († 1396)
- Герлах фон Изенбург-Гренцау († сл. 1398), каноник в Трир
- Катарина фон Изенбург-Гренцау († сл. 15 юни 1341), омъжена пр. 17 януари 1395 г. за Филип II фон Изенбург-Гренцау († 1439/1440), син на Еберхард фон Изенбург-Гренцау и Мехтилд фон Марк
- Йохан († сл. 1420)
- Салентин ? († сл. 1417)
- Ирмгард?
- Робин? (* пр. 1369; († сл. 1401)